# Torneo Clausura 2020 Liga de Ascenso
El Torneo Clausura 2020 fue el 50.º y último torneo de la Liga de Ascenso de México, el 15 de marzo el torneo quedó suspendido de manera temporal por la pandemia de coronavirus, sin embargo, durante el periodo sin actividad se dio a conocer que ningún club participante en el Ascenso MX recibió la certificación para subir a la Liga MX, lo cual dificultó la viabilidad de continuar el torneo, por lo que el 17 de abril en asamblea de la FMF se aprobó la creación de la Liga de Expansión MX para jóvenes talentos Sub-23, dando por desaparecida la Liga de Ascenso de México. Con la cancelación de este torneo, se da por finalizada la temporada 2019-2020 y la historia del Ascenso MX.

## Cambios
- El club Potros UAEM solicitó su exclusión de la competición, luego que la universidad que integra al equipo reconociera, mediante comunicado oficial, que el club no cuenta con la solvencia económica suficiente para mantenerse en competencia. El club mantuvo a su equipo de Tercera División, por lo que no desapareció en su totalidad.[8]
- El club Loros de la Universidad de Colima se retiró de la contienda al no contar con liquidez económica para mantener al equipo, esto luego de darse a conocer la muerte de su propietario, agregado al nulo interés de la familia Goldsmith para dar continuidad al proyecto deportivo, optando así por la disolución del club.[9]
- Debido al retiro de los dos clubes citados anteriormente, para el Torneo Clausura 2020 se suspendió el descenso a la Liga Premier – Serie A.

## Sistema de competición
El torneo del Ascenso MX, está conformado en dos partes:
- Fase de calificación: Se integra por las 11 jornadas del torneo.
- Fase final: Se integra por los partidos de cuartos de final, semifinal y final, más conocida como liguilla.

### Fase de clasificación
En la fase de clasificación se observará el sistema de puntos. La ubicación en la tabla general está sujeta a lo siguiente:
- Por juego ganado se obtendrán tres puntos.
- Por juego ganado como visitante se obtendrá cuatro puntos, sin embargo existirá un límite de puntos posibles, únicamente se podrán conseguir en los primeros cinco partidos como visitante de cada club.[10]
- Por juego empatado se obtendrá un punto.
- Por juego perdido no se otorgan puntos.

En esta fase participan los 12 clubes del Ascenso MX jugando en cada torneo todos contra todos durante las 11 jornadas respectivas, a un solo partido.
El orden de los clubes al final de la fase de calificación del torneo corresponderá a la suma de los puntos obtenidos por cada uno de ellos y se presentará en forma descendente. Si al finalizar las 11 jornadas del torneo, dos o más clubes estuviesen empatados en puntos, su posición en la tabla general será determinada atendiendo a los siguientes criterios de desempate:
1. Mejor diferencia entre los goles anotados y recibidos y goles.
2. Mayor número de goles anotados.
3. Marcadores particulares entre los clubes empatados.
4. Mayor número de goles anotados como visitante.
5. Mejor ubicado en la tabla general de cociente
6. Tabla Fair Play
7. Sorteo.

Para determinar los lugares que ocuparán los clubes que participen en la fase final del torneo se tomará como base la tabla general de clasificación.
Participan automáticamente por el título de Campeón de la Liga de Ascenso, los 7 primeros clubes de la tabla general de clasificación al término de las 11 jornadas, el primer lugar general se clasifica directamente a las semifinales.

### Fase final
Los siete clubes calificados para esta fase del torneo serán reubicados de acuerdo con el lugar que ocupen en la tabla General al término de la Jornada 13, con el puesto del número uno al club mejor clasificado, y así hasta el número 7. Los partidos a esta fase se desarrollarán a visita, en las siguientes etapas:
- Cuartos de final
- Semifinales
- Final

Los clubes vencedores en los partidos de cuartos de final y semifinal serán aquellos que en los dos juegos anoten el mayor número de goles. De existir empate en el número de goles anotados, se observará la posición de los clubes en la tabla general de clasificación.
Los partidos correspondientes a la fase final se jugarán obligatoriamente los días miércoles y sábado, y jueves y domingo eligiendo, en su caso, exclusivamente en forma descendente, los cuatro clubes mejor clasificados en la tabla general al término de la Jornada 11, el día y horario de su partido como local. Los siguientes cuatro clubes podrán elegir únicamente el horario.
El club vencedor de la final y por lo tanto Campeón, será aquel que en los dos partidos anote el mayor número de goles. Si al término del tiempo reglamentario el partido está empatado, se agregarán dos tiempos extras de 15 minutos cada uno. De persistir el empate en estos periodos, se procederá a lanzar tiros penales hasta que resulte un vencedor.
Los partidos de cuartos de final se jugarán de la siguiente manera:
En las semifinales participarán el líder general y los tres clubes vencedores de cuartos de final, reubicándolos del uno al cuatro, de acuerdo a su mejor posición en la tabla General de clasificación al término de la Jornada 11 del torneo correspondiente, enfrentándose:
Disputarán el título de Campeón del Torneo de Apertura, los dos clubes vencedores de la fase semifinal correspondiente, reubicándolos del uno al dos, de acuerdo a su mejor posición en la tabla general de clasificación al término de la Jornada 11 del Torneo.

## Información de los clubes
| Club             | Entrenador         | Ciudad                      | Estadio                      | Capacidad | Fundación       | Patrocinador    | Kit          |
| ---------------- | ------------------ | --------------------------- | ---------------------------- | --------- | --------------- | --------------- | ------------ |
| Atlante          | Álex Diego         | Cancún, Quintana Roo        | Olímpico Andrés Quintana Roo | 18 844    | 1918 (106 años) | Riviera Maya    | Kappa        |
| Celaya           | Héctor Altamirano  | Celaya, Guanajuato          | Miguel Alemán Valdés         | 23 182    | 1954 (71 años)  | Bachoco         | Keuka        |
| Chiapas          | Leonardo Casanova  | Tuxtla Gutiérrez, Chiapas   | Víctor Manuel Reyna          | 29 001    | 2019 (6 años)   | Chiapas         | Silver Sport |
| Cimarrones       | Hugo Isaac Morales | Hermosillo, Sonora          | Héroe de Nacozari            | 18 747    | 2013 (12 años)  | Súper Del Norte | Keuka        |
| Correcaminos UAT | Roberto Hernández  | Ciudad Victoria, Tamaulipas | Marte R. Gómez               | 10 520    | 1980 (45 años)  |                 | Silver Sport |
| Dorados          | David Patiño       | Culiacán, Sinaloa           | Banorte                      | 20 108    | 2003 (21 años)  | Coppel          | Charly       |
| Leones Negros    | Jorge Dávalos      | Guadalajara, Jalisco        | Jalisco                      | 55 020    | 1970 (55 años)  | Electrolit      | Umbro        |
| Oaxaca           | Alejandro Pérez    | Oaxaca, Oaxaca              | Tecnológico de Oaxaca        | 14 598    | 2012 (12 años)  | Ópticas América | Silver Sport |
| Tampico Madero   | Gerardo Espinoza   | Tampico Madero, Tamaulipas  | Tamaulipas                   | 19 667    | 1982 (42 años)  | Nexum           | Charly       |
| Venados          | Carlos Gutiérrez   | Mérida, Yucatán             | Carlos Iturralde             | 15 087    | 1988 (37 años)  | Tony Roma's     | U-Sports     |
| Zacatecas        | Óscar Torres       | Zacatecas, Zacatecas        | Carlos Vega Villalba         | 20 068    | 2014 (11 años)  | Telcel          | Pirma        |
| Zacatepec        | Ricardo Valiño     | Zacatepec, Morelos          | Agustín "Coruco" Díaz        | 24 313    | 1948 (77 años)  | Crédito Real    | Keuka        |

Datos actualizados al 23 de febrero de 2020.

### Equipos por Entidad Federativa
| Estado       | N.º | Equipos                           |
| ------------ | --- | --------------------------------- |
| Tamaulipas   | 2   | Correcaminos UAT y Tampico Madero |
| Chiapas      | 1   | Chiapas                           |
| Guanajuato   | 1   | Celaya                            |
| Jalisco      | 1   | U. de G.                          |
| Morelos      | 1   | Zacatepec                         |
| Oaxaca       | 1   | Oaxaca                            |
| Quintana Roo | 1   | Atlante                           |
| Sinaloa      | 1   | Dorados                           |
| Sonora       | 1   | Cimarrones                        |
| Yucatán      | 1   | Venados                           |
| Zacatecas    | 1   | Mineros                           |

### Estadios
|                                                                                          | |                                                                                             |
|                                                                                          | |                                                                                             |
| Estadio Jalisco Ciudad: Guadalajara Capacidad: 55.020 Club: Universidad de Guadalajara   | Estadio Víctor Manuel Reyna Ciudad: Tuxtla Gutiérrez Capacidad: 29.001 Club: Cafetaleros de Chiapas | Estadio Agustín Coruco Díaz Ciudad: Zacatepec Capacidad: 24.313 Club: Zacatepec             |
|                                                                                          | |                                                                                             |
| Estadio Miguel Alemán Valdés Ciudad: Celaya Capacidad: 23.182 Club: Celaya               | Estadio Banorte Ciudad: Culiacán Capacidad: 20.108 Club: Dorados de Sinaloa                         | Estadio Carlos Vega Villalba Ciudad: Zacatecas Capacidad: 20.068 Club: Mineros de Zacatecas |
|                                                                                          | |                                                                                             |
| Estadio Tamaulipas Ciudad: Tampico, Ciudad Madero Capacidad: 19.667 Club: Tampico Madero | Estadio Héroe de Nacozari Ciudad: Hermosillo Capacidad: 18.747 Club: Cimarrones de Sonora           | Estadio Olímpico Andrés Quintana Roo Ciudad: Cancún Capacidad: 18.844 Club: Atlante         |
|                                                                                          | |                                                                                             |
| Estadio Carlos Iturralde Rivero Ciudad: Mérida Capacidad: 15.087 Club: Venados           | Estadio Tecnológico de Oaxaca Ciudad: Oaxaca Capacidad:14.598 Club: Alebrijes de Oaxaca             | Estadio Marte R. Gómez Ciudad: Ciudad Victoria Capacidad: 10.520 Club: Correcaminos UAT     |

### Cambios de entrenadores
| Equipo  | Entrenador (jornadas)                              |
| ------- | -------------------------------------------------- |
| Chiapas | Diego de la Torre (1 - 5) Leonardo Casanova (6 - ) |

## Torneo regular
- El Calendario completo según la página oficial.
- Los horarios son correspondientes al Tiempo del Centro de México (UTC-6 y UTC-5 en horario de verano).[11]

| Jornada 1      | Jornada 1                                                  | Jornada 1    | Jornada 1               | Jornada 1   | Jornada 1 | Jornada 1    | Jornada 1  | Jornada 1 | Jornada 1 |
| Local          | Resultado                                                  | Visitante    | Estadio                 | Fecha       | Hora      | Espectadores | Amonestado | Expulsado |           |
| -------------- | ---------------------------------------------------------- | ------------ | ----------------------- | ----------- | --------- | ------------ | ---------- | --------- | --------- |
| Leones Negros  | 1 - 0                                                      | Oaxaca       | Jalisco                 | 23 de enero | 20:30     | 7 603        | 3          | 1         |           |
| Tampico Madero | 0 - 2                                                      | Cimarrones   | Tamaulipas              | 24 de enero | 19:00     | 3 718        | 2          | 1         |           |
| Venados        | 2 - 1 Archivado el 25 de enero de 2020 en Wayback Machine. | Zacatepec    | Carlos Iturralde Rivero | 24 de enero | 21:00     | 3 512        | 2          | 0         |           |
| Celaya         | 1 - 0                                                      | Atlante      | Miguel Alemán Valdés    | 25 de enero | 17:00     | 3 596        | 5          | 0         |           |
| Chiapas        | 0 - 1                                                      | Zacatecas    | Víctor Manuel Reyna     | 25 de enero | 19:00     | 6 391        | 6          | 1         |           |
| Dorados        | 0 - 3                                                      | Correcaminos | Banorte                 | 25 de enero | 21:00     | 5 753        | 4          | 0         |           |

| Jornada 2     | Jornada 2 | Jornada 2      | Jornada 2              | Jornada 2    | Jornada 2 | Jornada 2    | Jornada 2  | Jornada 2 | Jornada 2 |
| Local         | Resultado | Visitante      | Estadio                | Fecha        | Hora      | Espectadores | Amonestado | Expulsado |           |
| ------------- | --------- | -------------- | ---------------------- | ------------ | --------- | ------------ | ---------- | --------- | --------- |
| Oaxaca        | 3 - 0     | Cimarrones     | Tecnológico de Oaxaca  | 30 de enero  | 20:30     | 10 016       | 6          | 0         |           |
| Atlante       | 2 - 1     | Dorados        | O. Andrés Quintana Roo | 31 de enero  | 19:00     | 2 987        | 3          | 0         |           |
| Zacatecas     | 4 - 0     | Venados        | Carlos Vega Villalba   | 31 de enero  | 19:00     | 3 489        | 2          | 0         |           |
| Zacatepec     | 3 - 1     | Celaya         | Agustín Coruco Díaz    | 1 de febrero | 19:00     | 3 493        | 3          | 0         |           |
| Correcaminos  | 3 - 2     | Chiapas        | Marte R. Gómez         | 1 de febrero | 21:00     | 8 238        | 1          | 0         |           |
| Leones Negros | 0 - 2     | Tampico Madero | Jalisco                | 2 de febrero | 12:00     | 10 389       | 5          | 0         |           |

| Jornada 3      | Jornada 3 | Jornada 3     | Jornada 3               | Jornada 3    | Jornada 3 | Jornada 3    | Jornada 3  | Jornada 3 | Jornada 3 |
| Local          | Resultado | Visitante     | Estadio                 | Fecha        | Hora      | Espectadores | Amonestado | Expulsado |           |
| -------------- | --------- | ------------- | ----------------------- | ------------ | --------- | ------------ | ---------- | --------- | --------- |
| Tampico Madero | 2 - 1     | Atlante       | Tamaulipas              | 6 de febrero | 19:00     | 3 924        | 7          | 1         |           |
| Zacatecas      | 4 - 0     | Correcaminos  | Carlos Vega Villalba    | 7 de febrero | 19:00     | 3 620        | 4          | 0         |           |
| Venados        | 1 - 0     | Celaya        | Carlos Iturralde Rivero | 7 de febrero | 21:00     | 4 014        | 5          | 0         |           |
| Oaxaca         | 1 - 1     | Dorados       | Tecnológico de Oaxaca   | 8 de febrero | 17:00     | 12 000       | 3          | 1         |           |
| Chiapas        | 1 - 3     | Leones Negros | Víctor Manuel Reyna     | 8 de febrero | 19:00     | 7 299        | 2          | 0         |           |
| Cimarrones     | 2 - 1     | Zacatepec     | Héroe de Nacozari       | 8 de febrero | 21:00     | 1 712        | 4          | 0         |           |

| Jornada 4     | Jornada 4 | Jornada 4      | Jornada 4              | Jornada 4     | Jornada 4 | Jornada 4    | Jornada 4  | Jornada 4 | Jornada 4 |
| Local         | Resultado | Visitante      | Estadio                | Fecha         | Hora      | Espectadores | Amonestado | Expulsado |           |
| ------------- | --------- | -------------- | ---------------------- | ------------- | --------- | ------------ | ---------- | --------- | --------- |
| Correcaminos  | 1 - 0     | Tampico Madero | Marte R. Gómez         | 13 de febrero | 20:30     | 10 320       | 1          | 1         |           |
| Atlante       | 2 - 1     | Chiapas        | O. Andrés Quintana Roo | 14 de febrero | 19:00     | 3 275        | 3          | 0         |           |
| Zacatepec     | 1 - 0     | Oaxaca         | Agustín Coruco Díaz    | 15 de febrero | 17:00     | 3 689        | 6          | 1         |           |
| Celaya        | 0 - 1     | Zacatecas      | Miguel Alemán Valdés   | 15 de febrero | 19:00     | 2 969        | 3          | 1         |           |
| Dorados       | 1 - 1     | Cimarrones     | Banorte                | 15 de febrero | 21:00     | 4 103        | 6          | 0         |           |
| Leones Negros | 2 - 0     | Venados        | Jalisco                | 16 de febrero | 12:00     | 7 785        | 3          | 1         |           |

| Jornada 5      | Jornada 5 | Jornada 5     | Jornada 5               | Jornada 5     | Jornada 5 | Jornada 5    | Jornada 5  | Jornada 5 | Jornada 5 |
| Local          | Resultado | Visitante     | Estadio                 | Fecha         | Hora      | Espectadores | Amonestado | Expulsado |           |
| -------------- | --------- | ------------- | ----------------------- | ------------- | --------- | ------------ | ---------- | --------- | --------- |
| Zacatecas      | 2 - 0     | Zacatepec     | Carlos Vega Villalba    | 20 de febrero | 20:30     | 6 631        | 2          | 0         |           |
| Correcaminos   | 6 - 2     | Leones Negros | Marte R. Gómez          | 21 de febrero | 19:00     | 7 706        | 6          | 1         |           |
| Chiapas        | 0 - 1     | Celaya        | Víctor Manuel Reyna     | 22 de febrero | 19:00     | 7 889        | 6          | 2         |           |
| Venados        | 4 - 3     | Dorados       | Carlos Iturralde Rivero | 22 de febrero | 19:00     | 3 996        | 1          | 0         |           |
| Cimarrones     | 0 - 0     | Atlante       | Héroe de Nacozari       | 22 de febrero | 21:00     | 1 738        | 4          | 0         |           |
| Tampico Madero | 1 - 1     | Oaxaca        | Tamaulipas              | 23 de febrero | 19:00     | 4 486        | 2          | 1         |           |

| Jornada 6     | Jornada 6 | Jornada 6      | Jornada 6              | Jornada 6     | Jornada 6 | Jornada 6    | Jornada 6  | Jornada 6 | Jornada 6 |
| Local         | Resultado | Visitante      | Estadio                | Fecha         | Hora      | Espectadores | Amonestado | Expulsado |           |
| ------------- | --------- | -------------- | ---------------------- | ------------- | --------- | ------------ | ---------- | --------- | --------- |
| Dorados       | 2 - 2     | Zacatecas      | Banorte                | 27 de febrero | 21:00     | 3 863        | 5          | 0         |           |
| Atlante       | 0 - 0     | Venados        | O. Andrés Quintana Roo | 28 de febrero | 17:00     | 3 275        | 4          | 0         |           |
| Oaxaca        | 0 - 0     | Correcaminos   | Tecnológico de Oaxaca  | 28 de febrero | 21:00     | 9 976        | 2          | 1         |           |
| Zacatepec     | 2 - 1     | Chiapas        | Agustín Coruco Díaz    | 29 de febrero | 17:00     | 3 156        | 5          | 0         |           |
| Celaya        |           | Tampico Madero | Miguel Alemán Valdés   | 29 de febrero | 19:00     | 2 754        | 4          | 0         |           |
| Leones Negros | 3 - 1     | Cimarrones     | Jalisco                | 1 de marzo    | 12:00     | 6 271        | 3          | 0         |           |

| Jornada 7      | Jornada 7 | Jornada 7     | Jornada 7            | Jornada 7  | Jornada 7 | Jornada 7    | Jornada 7  | Jornada 7 | Jornada 7 |
| Local          | Resultado | Visitante     | Estadio              | Fecha      | Hora      | Espectadores | Amonestado | Expulsado |           |
| -------------- | --------- | ------------- | -------------------- | ---------- | --------- | ------------ | ---------- | --------- | --------- |
| Cimarrones     | 0 - 2     | Correcaminos  | Héroe de Nacozari    | 5 de marzo | 21:00     | 2 035        | 1          | 0         |           |
| Zacatepec      | 3 - 3     | Dorados       | Agustín Coruco Díaz  | 6 de marzo | 18:00     | 3 920        | 0          | 0         |           |
| Zacatecas      | 2 - 0     | Atlante       | Carlos Vega Villalba | 6 de marzo | 21:00     | 15 245       | 8          | 0         |           |
| Celaya         | 2 - 1     | Leones Negros | Miguel Alemán Valdés | 7 de marzo | 17:00     | 2 640        | 3          | 1         |           |
| Chiapas        | 4 - 1     | Oaxaca        | Víctor Manuel Reyna  | 7 de marzo | 19:00     | 8 100        | 3          | 1         |           |
| Tampico Madero | 1 - 0     | Venados       | Tamaulipas           | 8 de marzo | 19:00     | 4 067        | 7          | 0         |           |

| Jornada 8     | Jornada 8 | Jornada 8      | Jornada 8               | Jornada 8   | Jornada 8 | Jornada 8          | Jornada 8  | Jornada 8 | Jornada 8 |
| Local         | Resultado | Visitante      | Estadio                 | Fecha       | Hora      | Espectadores       | Amonestado | Expulsado |           |
| ------------- | --------- | -------------- | ----------------------- | ----------- | --------- | ------------------ | ---------- | --------- | --------- |
| Oaxaca        | 0 - 1     | Atlante        | Tecnológico de Oaxaca   | 12 de marzo | 20:45     | 12 603             | 3          | 1         |           |
| Venados       | 1 - 0     | Chiapas        | Carlos Iturralde Rivero | 13 de marzo | 19:00     | 2 954              | 4          | 0         |           |
| Correcaminos  | 1 - 2     | Zacatepec      | Marte R. Gómez          | 14 de marzo | 19:00     | 0 (Puerta Cerrada) | 4          | 0         |           |
| Dorados       | 2 - 2     | Tampico Madero | Banorte                 | 14 de marzo | 21:00     | 0 (Puerta Cerrada) | 3          | 0         |           |
| Leones Negros | 2 - 2     | Zacatecas      | Jalisco                 | 15 de marzo | 12:00     | 0 (Puerta Cerrada) | 5          | 0         |           |
| Cimarrones    | 0 - 1     | Celaya         | Héroe de Nacozari       | 15 de marzo | 18:00     | 0 (Puerta Cerrada) | 3          | 0         |           |

| Jornada 9 | Jornada 9 | Jornada 9      | Jornada 9               | Jornada 9 | Jornada 9 | Jornada 9    | Jornada 9  | Jornada 9 | Jornada 9 |
| Local     | Resultado | Visitante      | Estadio                 | Fecha     | Hora      | Espectadores | Amonestado | Expulsado |           |
| --------- | --------- | -------------- | ----------------------- | --------- | --------- | ------------ | ---------- | --------- | --------- |
| Zacatepec |           | Leones Negros  | Agustín Coruco Díaz     | Cancelado | Cancelado | Cancelado    | Cancelado  | Cancelado |           |
| Zacatecas |           | Oaxaca         | Carlos Vega Villalba    | Cancelado | Cancelado | Cancelado    | Cancelado  | Cancelado |           |
| Venados   |           | Cimarrones     | Carlos Iturralde Rivero | Cancelado | Cancelado | Cancelado    | Cancelado  | Cancelado |           |
| Celaya    |           | Dorados        | Miguel Alemán Valdés    | Cancelado | Cancelado | Cancelado    | Cancelado  | Cancelado |           |
| Chiapas   |           | Tampico Madero | Víctor Manuel Reyna     | Cancelado | Cancelado | Cancelado    | Cancelado  | Cancelado |           |
| Atlante   |           | Correcaminos   | O. Andrés Quintana Roo  | Cancelado | Cancelado | Cancelado    | Cancelado  | Cancelado |           |

| Jornada 10     | Jornada 10 | Jornada 10    | Jornada 10             | Jornada 10 | Jornada 10 | Jornada 10   | Jornada 10 | Jornada 10 | Jornada 10 |
| Local          | Resultado  | Visitante     | Estadio                | Fecha      | Hora       | Espectadores | Amonestado | Expulsado  |            |
| -------------- | ---------- | ------------- | ---------------------- | ---------- | ---------- | ------------ | ---------- | ---------- | ---------- |
| Atlante        |            | Zacatepec     | O. Andrés Quintana Roo | Cancelado  | Cancelado  | Cancelado    | Cancelado  | Cancelado  |            |
| Tampico Madero |            | Zacatecas     | Tamaulipas             | Cancelado  | Cancelado  | Cancelado    | Cancelado  | Cancelado  |            |
| Cimarrones     |            | Chiapas       | Héroe de Nacozari      | Cancelado  | Cancelado  | Cancelado    | Cancelado  | Cancelado  |            |
| Correcaminos   |            | Celaya        | Marte R. Gómez         | Cancelado  | Cancelado  | Cancelado    | Cancelado  | Cancelado  |            |
| Dorados        |            | Leones Negros | Banorte                | Cancelado  | Cancelado  | Cancelado    | Cancelado  | Cancelado  |            |
| Oaxaca         |            | Venados       | Tecnológico de Oaxaca  | Cancelado  | Cancelado  | Cancelado    | Cancelado  | Cancelado  |            |

| Jornada 11    | Jornada 11 | Jornada 11     | Jornada 11              | Jornada 11 | Jornada 11 | Jornada 11   | Jornada 11 | Jornada 11 | Jornada 11 |
| Local         | Resultado  | Visitante      | Estadio                 | Fecha      | Hora       | Espectadores | Amonestado | Expulsado  |            |
| ------------- | ---------- | -------------- | ----------------------- | ---------- | ---------- | ------------ | ---------- | ---------- | ---------- |
| Leones Negros |            | Atlante        | Jalisco                 | Cancelado  | Cancelado  | Cancelado    | Cancelado  | Cancelado  |            |
| Zacatecas     |            | Cimarrones     | Carlos Vega Villalba    | Cancelado  | Cancelado  | Cancelado    | Cancelado  | Cancelado  |            |
| Venados       |            | Correcaminos   | Carlos Iturralde Rivero | Cancelado  | Cancelado  | Cancelado    | Cancelado  | Cancelado  |            |
| Celaya        |            | Oaxaca         | Miguel Alemán Valdés    | Cancelado  | Cancelado  | Cancelado    | Cancelado  | Cancelado  |            |
| Zacatepec     |            | Tampico Madero | Agustín Coruco Díaz     | Cancelado  | Cancelado  | Cancelado    | Cancelado  | Cancelado  |            |
| Chiapas       |            | Dorados        | Víctor Manuel Reyna     | Cancelado  | Cancelado  | Cancelado    | Cancelado  | Cancelado  |            |

## Tabla general
| Pos. | Equipo                 | Pts. | PJ | G | E | P | GF | GC | Dif. |
| ---- | ---------------------- | ---- | -- | - | - | - | -- | -- | ---- |
| 1    | Zacatecas              | 22   | 8  | 6 | 2 | 0 | 18 | 4  | +14  |
| 2    | Correcaminos UAT       | 18   | 8  | 5 | 1 | 2 | 16 | 10 | +6   |
| 3    | Celaya                 | 15   | 8  | 4 | 1 | 3 | 7  | 7  | 0    |
| 4    | Zacatepec              | 14   | 8  | 4 | 1 | 3 | 13 | 12 | +1   |
| 5    | Leones Negros          | 14   | 8  | 4 | 1 | 3 | 14 | 14 | 0    |
| 6    | Tampico Madero         | 13   | 8  | 3 | 3 | 2 | 9  | 8  | +1   |
| 7    | Venados                | 13   | 8  | 4 | 1 | 3 | 8  | 11 | −3   |
| 8    | Atlante                | 12   | 8  | 3 | 2 | 3 | 6  | 7  | −1   |
| 9    | Cimarrones             | 9    | 8  | 2 | 2 | 4 | 6  | 11 | −5   |
| 10   | Oaxaca                 | 6    | 8  | 1 | 3 | 4 | 6  | 9  | −3   |
| 11   | Dorados                | 5    | 8  | 0 | 5 | 3 | 13 | 18 | −5   |
| 12   | Cafetaleros de Chiapas | 3    | 8  | 1 | 0 | 7 | 9  | 14 | −5   |

Actualizado a los partidos jugados el 15 de marzo de 2020.
 Fuente: Página oficial de la competencia

### Evolución de la Clasificación
Fecha de actualización: 15 de marzo de 2020
| Equipo / Jornada | 01 | 02 | 03 | 04 | 05 | 06 | 07 | 08 |
| ---------------- | -- | -- | -- | -- | -- | -- | -- | -- |
| Zacatecas        | 3  | 1  | 1  | 1  | 1  | 1  | 1  | 1  |
| Correcaminos     | 1  | 2  | 4  | 3  | 2  | 2  | 2  | 2  |
| Celaya           | 5  | 8  | 10 | 10 | 8  | 9  | 5  | 3  |
| Zacatepec        | 7  | 6  | 8  | 6  | 9  | 5  | 6  | 4  |
| Leones Negros    | 6  | 9  | 2  | 2  | 3  | 3  | 3  | 5  |
| Tampico Madero   | 11 | 3  | 3  | 5  | 6  | 6  | 4  | 6  |
| Venados          | 4  | 10 | 6  | 8  | 5  | 4  | 7  | 7  |
| Atlante          | 9  | 7  | 9  | 7  | 7  | 8  | 9  | 8  |
| Cimarrones       | 2  | 4  | 5  | 4  | 4  | 7  | 8  | 9  |
| Oaxaca           | 8  | 5  | 7  | 9  | 10 | 10 | 10 | 10 |
| Dorados          | 12 | 12 | 11 | 11 | 11 | 11 | 11 | 11 |
| Chiapas          | 10 | 11 | 12 | 12 | 12 | 12 | 12 | 12 |

## Estadísticas

### Clasificación juego limpio
- Datos según la página oficial (enlace roto disponible en Internet Archive; véase el historial, la primera versión y la última)..
- Fecha de actualización: 8 de marzo de 2020

| Lugar                                | Club                                 |          |          |          | Puntos   |
| ------------------------------------ | ------------------------------------ | -------- | -------- | -------- | -------- |
| 1                                    | Zacatecas                            | 13       | 0        | 0        | 13       |
| 2                                    | Leones Negros                        | 8        | 0        | 2        | 14       |
| 3                                    | Cimarrones                           | 15       | 0        | 0        | 15       |
| 4                                    | Dorados                              | 13       | 0        | 1        | 16       |
| 5                                    | Correcaminos                         | 11       | 0        | 2        | 17       |
| 6                                    | Zacatepec                            | 15       | 1        | 0        | 18       |
| 7                                    | Venados                              | 15       | 0        | 1        | 18       |
| 8                                    | Chiapas                              | 12       | 1        | 1        | 18       |
| 9                                    | Atlante                              | 19       | 0        | 0        | 19       |
| 10                                   | Oaxaca                               | 10       | 2        | 1        | 19       |
| 11                                   | Tampico Madero                       | 14       | 1        | 1        | 20       |
| 12                                   | Celaya                               | 14       | 0        | 3        | 23       |
| Primera Tarjeta Amarilla             | Primera Tarjeta Amarilla             | 1 punto  | 1 punto  | 1 punto  | 1 punto  |
| Segunda Tarjeta Amarilla y Expulsión | Segunda Tarjeta Amarilla y Expulsión | 3 puntos | 3 puntos | 3 puntos | 3 puntos |
| Tarjeta Roja Directa                 | Tarjeta Roja Directa                 | 3 puntos | 3 puntos | 3 puntos | 3 puntos |

### Máximos goleadores
Lista con los máximos goleadores del torneo.
- Datos según la página oficial y SoccerWay.

Fecha de actualización: 15 de marzo de 2020
| Posición | Jugador                 | Club           | Goles | Min. | Frec.       |
| -------- | ----------------------- | -------------- | ----- | ---- | ----------- |
| 1.º      | Roberto Nurse           | Zacatecas      | 7     | 682  | 97.43 min   |
| 2.º      | Alberto Alvarado        | Correcaminos   | 5     | 612  | 122.4 min.  |
| =        | Gustavo Adrián Ramírez  | Zacatepec      | 5     | 717  | 143.4 min   |
| =        | Joao Amaral dos Santos  | Leones Negros  | 5     | 591  | 118.2 min.  |
| =        | Isaac Díaz              | Chiapas        | 5     | 561  | 112.2 min   |
| 6.º      | Amaury Escoto           | Dorados        | 4     | 720  | 180 min     |
| 7.º      | Víctor Mañón            | Zacatecas      | 3     | 114  | 38 min.     |
| =        | Rodolfo Vilchis         | Zacatecas      | 3     | 502  | 167.33 min. |
| =        | Julio Doldán            | Correcaminos   | 3     | 244  | 81.33 min.  |
| =        | José Juan García        | Correcaminos   | 3     | 592  | 197.33 min. |
| =        | Miguel Basulto          | Zacatepec      | 3     | 720  | 240 min     |
| =        | Jorge Mora              | Leones Negros  | 3     | 305  | 101.67 min  |
| =        | Diego de Buen           | Tampico Madero | 3     | 616  | 205.33 min  |
| =        | Francisco Israel Rivera | Atlante        | 3     | 522  | 174 min.    |
| =        | Francisco da Costa      | Atlante        | 3     | 591  | 197 min.    |

#### Tripletes o más
| Jugador       | Local        | Resultado | Visita        | Goles           | Fecha         | Jornada |
| ------------- | ------------ | --------- | ------------- | --------------- | ------------- | ------- |
| Roberto Nurse | Zacatecas    | 4 - 0     | Venados       | 32' 46' 75' 78' | 31 de enero   | 2       |
| Julio Doldán  | Correcaminos | 6 - 2     | Leones Negros | 43' 53' 62'     | 21 de febrero | 5       |

## Asistencia
Lista con la asistencia de los partidos y equipos Ascenso BBVA MX. 
- Datos según la página oficial de la competición.

Fecha de actualización: 15 de marzo de 2020

### Por jornada
| 1 | 30,573  | 5,096 | 18.86% | Leones Negros vs Oaxaca (7,603)          | Venados vs Zacatepec (3,512)       | J-1 |
| 2 | 38,612  | 6,435 | 27.11% | Leones Negros vs Tampico Madero (10,389) | Atlante vs Dorados (2,987)         | J-2 |
| 3 | 32,569  | 5,428 | 27.80% | Oaxaca vs Dorados (12,000)               | Cimarrones vs Zacatepec (1,712)    | J-3 |
| 4 | 32,141  | 5,356 | 21.28% | Correcaminos vs Tampico Madero (10,320)  | Celaya vs Zacatecas (2,969)        | J-4 |
| 5 | 32,446  | 5,408 | 28.69% | Chiapas vs Celaya (7,889)                | Cimarrones vs Atlante (1,738)      | J-5 |
| 6 | 29,295  | 4,883 | 18.42% | Oaxaca vs Correcaminos (9,976)           | Atlante vs Venados (2,558)         | J-6 |
| 7 | 36,007  | 6,001 | 26.68% | Zacatecas vs Atlante (15,245)            | Cimarrones vs Correcaminos (2,035) | J-7 |
| 8 | 15,557  | 7,778 | 52.96% | Oaxaca vs Atlante (12,603)               | Venados vs Chiapas (2,954)         | J-8 |
| F | 247,200 | 5,618 | 24.12% | Zacatecas vs Atlante (15,245)            | Cimarrones vs Zacatepec (1,712)    |     |

### Por equipos
| Pos   | Equipo         | Total   | Media  | Más alta | Más baja | % de Ocupación |
| ----- | -------------- | ------- | ------ | -------- | -------- | -------------- |
| 1     | Oaxaca         | 44,595  | 11,149 | 12,603   | 9,976    | 76.37%         |
| 2     | Correcaminos   | 26,264  | 8,755  | 10,320   | 7,706    | 83.22%         |
| 3     | Leones Negros  | 32,048  | 8,012  | 10,389   | 6,271    | 14.56%         |
| 4     | Chiapas        | 29,679  | 7,420  | 8,100    | 6,391    | 25.59%         |
| 5     | Zacatecas      | 28,985  | 7,246  | 15,245   | 3,512    | 25.46%         |
| 6     | Dorados        | 13,719  | 4,573  | 5,753    | 3,863    | 22.74%         |
| 7     | Tampico Madero | 16,195  | 4,049  | 4,486    | 3,718    | 20.59%         |
| 8     | Venados        | 14,476  | 3,619  | 4,014    | 2,954    | 23.99%         |
| 9     | Zacatepec      | 14,258  | 3,565  | 3,920    | 3,156    | 14.66%         |
| 10    | Celaya         | 11,959  | 2,990  | 3,596    | 2,640    | 12.90%         |
| 11    | Atlante        | 8,820   | 2,940  | 3,275    | 2,558    | 16.42%         |
| 12    | Cimarrones     | 5,485   | 1,828  | 2,035    | 1,712    | 9.75%          |
| Total | Total          | 247,200 | 5,618  | 15,245   | 1,712    | 24.12%         |

## Tabla de cocientes
Fecha de actualización: 15 de marzo de 2020

En este año futbolístico no iba a haber descenso después de que Potros UAEM y Loros de Colima dejaran de participar para este torneo. Todos los puntos conseguidos en los partidos ante los dos equipos antes mencionados, no tuvieron validez para la tabla de cocientes.
| Pos. | Equipo                 | A-2017 | C-2018 | A-2018 | C-2019 | A-2019 | C-2020 | Puntos | PJ | Dif. | Cociente |
| ---- | ---------------------- | ------ | ------ | ------ | ------ | ------ | ------ | ------ | -- | ---- | -------- |
| 1.   | Zacatecas              | 23     | 28     | 32     | 25     | 14     | 20     | 142    | 77 | +50  | 1.8442   |
| 2.   | Tampico Madero         | -      | -      | -      | -      | 17     | 12     | 29     | 19 | +6   | 1.5263   |
| 3.   | Oaxaca                 | 24     | 23     | 22     | 19     | 21     | 6      | 115    | 77 | +11  | 1.4935   |
| 4.   | Zacatepec              | 24     | 24     | 13     | 22     | 19     | 13     | 115    | 77 | +5   | 1.4935   |
| 5.   | Atlante                | 11     | 23     | 30     | 17     | 20     | 11     | 112    | 77 | +8   | 1.4545   |
| 6.   | Dorados                | 20     | 26     | 22     | 20     | 14     | 5      | 107    | 77 | +3   | 1.3896   |
| 7.   | Cimarrones             | 22     | 14     | 25     | 22     | 15     | 9      | 107    | 77 | −13  | 1.3896   |
| 8.   | Celaya                 | 28     | 23     | 8      | 18     | 12     | 13     | 102    | 77 | −2   | 1.3247   |
| 9.   | Leones Negros          | 13     | 25     | 18     | 17     | 15     | 13     | 101    | 77 | −2   | 1.3117   |
| 10.  | Correcaminos UAT       | 22     | 18     | 15     | 17     | 10     | 16     | 98     | 77 | −10  | 1.2727   |
| 11.  | Venados                | 23     | 19     | 9      | 20     | 8      | 13     | 92     | 77 | −22  | 1.1948   |
| 12.  | Cafetaleros de Chiapas | 21     | 22     | 12     | 15     | 13     | 3      | 86     | 77 | −12  | 1.1169   |

1. ↑  El equipo inició de cero sus números en la tabla de cocientes al haber pagado la multa de 15 millones de pesos para mantener la categoría.